# Aenasius parvus
Aenasius parvus är en stekelart som först beskrevs av Geoffrey John Kerrich 1967.
Aenasius parvus ingår i släktet Aenasius och familjen sköldlussteklar. Inga underarter finns listade i Catalogue of Life.